# Austrálie na Letních olympijských hrách 1980
Austrálii na Letních olympijských hrách v roce 1980 v Moskvě reprezentovalo 120 sportovců v 17 sportech. Ve výpravě bylo 92 mužů a 28 žen.

## Medailisté
| Medaile | Jméno                                           | Sport      | Soutěž                              |
| ------- | ----------------------------------------------- | ---------- | ----------------------------------- |
| Zlato   | Michelle Ford                                   | Plavání    | Ženy 800 m volný způsob             |
| Zlato   | Neil Brooks Mark Kerry Peter Evans Mark Tonelli | Plavání    | Muži štafeta 4×100 m polohový závod |
| Stříbro | Rick Mitchell                                   | Atletika   | Muži běh na 400 m                   |
| Stříbro | John Sumegi                                     | Kanoistika | Muži K1 500 m                       |
| Bronz   | Graeme Brewer                                   | Plavání    | Muži 200 m volný způsob             |
| Bronz   | Max Metzker                                     | Plavání    | Muži 1 500 m volný způsob           |
| Bronz   | Mark Kerry                                      | Plavání    | Muži 200 m znak                     |
| Bronz   | Peter Evans                                     | Plavání    | Muži 100 m znak                     |
| Bronz   | Michelle Ford                                   | Plavání    | Ženy 200 m motýlek                  |